# إليف إلماس
إليف إلماس (مواليد 24 سبتمبر 1999) هو لاعب كرة قدم مقدوني يلعب في مركز الوسط في نادي نابولي.

## روابط خارجية
- إليف إلماس على موقع الاتحاد الدولي (مؤرشف)  (الإنجليزية)
- إليف إلماس على موقع الاتحاد الأوربي (الإنجليزية)
- إليف إلماس على موقع اتحاد تركيا (لاعب) (الإنجليزية)
- إليف إلماس على موقع إي إس بي إن إف سي (الإنجليزية)
- إليف إلماس على موقع قاعدة بيانات كرة القدم.إي يو (الإنجليزية)
- إليف إلماس على موقع ناشيونال فوتبول تيمز (الإنجليزية)
- إليف إلماس على موقع Soccerbase.com (لاعب) (الإنجليزية)
- إليف إلماس على موقع Soccerway.com (الإنجليزية)
- إليف إلماس على موقع عالم كرة القدم.نت (الإنجليزية)